# Ментавайська мова
Ментавайська мова (індонез. Bahasa Mentawai) — одна з австронезійських мов, поширена на однойменних островах біля берегів Західної Суматри (Індонезія).

## Класифікація
Належить до західної гілки малайсько-полінезійських мов. Ментавайська мова глибоко не досліджувалась, але вважається, що вона споріднена з батацькими мовами та мовами інших островів, розташованих уздовж західного узбережжя Суматри.

## Чисельність
За даними перепису 2000 року, чисельність носіїв цієї мови становила 58 тис. осіб.

## Писемність
Ментавайська мова не має писемної традиції, вона не використовується в системі освіти. Разом із тим, мова перебуває в активному використанні, розвивається, складений словник, існує граматика. Використовує писемність на основі латинської графіки.

## Діалекти
Хоча мова, якою розмовляють на різних островах, дещо відрізняється, лінгвісти вважають, що йдеться про споріднені діалекти однієї мови. Вирізняють такі діалекти: північний сіберут, пагай, сакалаган, сауманганджа, сілабу, сімалегі, сіпора, південний сіберут, таїкаку.